# Gmina Trzyciąż
Die Gmina Trzyciąż ist eine Landgemeinde im Powiat Olkuski der Woiwodschaft Kleinpolen in Polen. Ihr Sitz ist das gleichnamige Dorf mit etwa 720 Einwohnern.

## Gliederung
Zur Landgemeinde (gmina wiejska) Trzyciąż gehören folgende 14 Dörfer mit einem Schulzenamt:
Glanów
Imbramowice
Jangrot
Małyszyce
Michałówka
Milonki
Podchybie
Porąbka
Sucha
Ściborzyce
Tarnawa
Trzyciąż
Zadroże
Zagórowa